# Терези гідростатичні

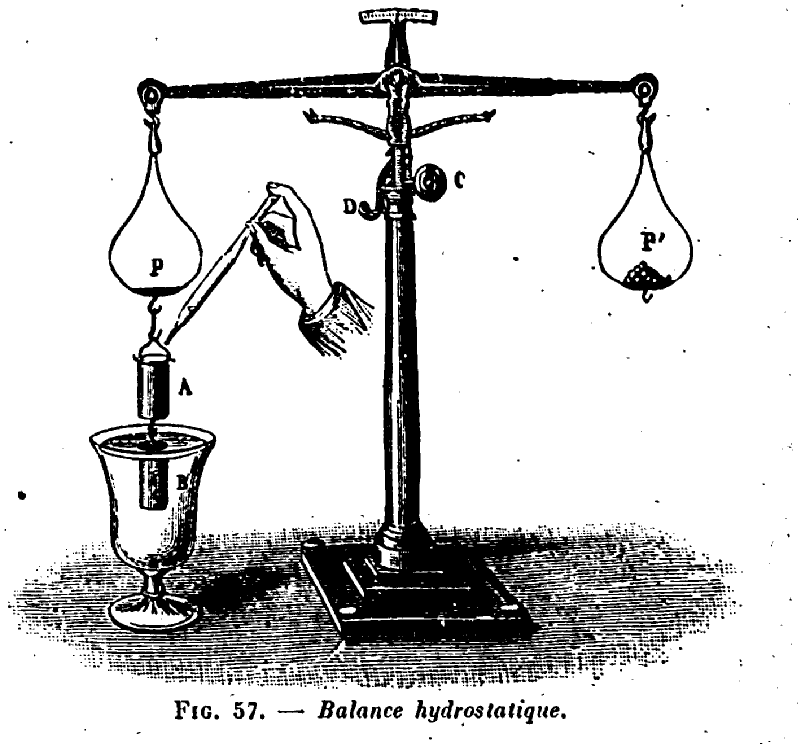
Терези гідростатичні (1920)

Терези гідростатичні. Кінець ХХ ст.

Терези гідростатичні (рос. весы гидростатические, англ. hydrostatic scales (balance), нім. hydrostatische Waage f) — терези для визначення густини твердих тіл i рідин. Застосовуються для визначення густини та об'ємної маси корисної копалини лабораторним способом. Гідростатичні терези дають можливість виконувати зважування зразка порід у рідині (воді, етиловому спирті). Гідростатичні терези відрізняються від технічних тим, що одна з чашок цих терезів знаходиться значно вище ніж інша. На зовнішній поверхні дна чашки розташованої вище, закріплено гачок, за який прив'язується нитка з підвішеним на ній зразком породи, що занурюється у рідину при зважуванні. Перші широко відомі гідростатичні терези — терези Мора, сконструйовані у 1847 р. Сьогодні використовується електронні гідростатичні терези.